# Miss Mama Kilo
Miss Mama Kilo est un concours de beauté du Cameroun réservé aux femmes de plus de 18 ans et pesant au moins 80 kilogrammes. 
Organisé par Rosine Assemekang, le concours de beauté qui se veut annuel, a eu lieu pour la première fois le 5 mars 2006 à Douala. L’élection Miss Mama Kilo vise à décomplexer les Africaines qui pensent que seules les femmes minces et fines ont de la valeur. C'est Vanessa Josiane Foulbay, 26 ans et 117 kg, qui l'emporte devant sa dauphine Rébecca Yangna, 88 kg. La lauréate a reçu 200 000 francs CFA, un réfrigérateur, un abonnement d’un an au cinéma et de nombreux autres cadeaux.
En 2015, dix-huit candidates venues de cinq pays d’Afrique, à savoir l’Angola (3 candidates), le Bénin (3 ), la République centrafricaine (3), la République démocratique du Congo (4) et le Congo-Brazzaville pays hôte (5), ont pris part à la septième édition de l’élection Miss Mama Kilo, le 3 avril, à Brazzaville. La Congolaise, Nelly Josiane Okombi succède à la Camerounaise Sylvie Fouzing.